# Bodianus macrourus
Bodianus macrourus là một loài cá biển thuộc chi Bodianus trong họ Cá bàng chài. Loài này được mô tả lần đầu tiên vào năm 1801.

## Từ nguyên
Từ định danh của loài được ghép bởi hai từ trong tiếng Hy Lạp cổ đại: makrós (μακρός, "dài, cao") và ourá (οὐρά, "đuôi"), hàm ý đề cập đến phần vây đuôi dài trong bức vẽ chì mô tả loài cá này.

## Phạm vi phân bố và môi trường sống
B. macrourus chỉ được biết đến tại Mauritius (bao gồm cả Rodrigues), Réunion và bãi cạn Cargados Carajos. B. macrourus sống gần các rạn san hô trên nền cát ở độ sâu khoảng từ 10 đến ít nhất là 40 m. Những ghi nhận về sự xuất hiện của loài này ngoài các địa điểm trên có thể là do nhầm lẫn với các loài Bodianus bilunulatus, Bodianus loxozonus hay Bodianus perditio.

## Mô tả
B. macrourus có chiều dài cơ thể tối đa được ghi nhận là 32 cm. Cá trưởng thành có màu nâu đỏ, ngoại trừ một vùng màu đen bao quanh thân sau và một phần cuống đuôi trước (cuống đuôi sau có màu trắng). Hai bên thân có các hàng đốm nhỏ màu xanh lam nhạt; các vệt sọc cùng màu cũng xuất hiện trên đầu. Có một đốm đen ở phía trước của vây lưng. Vây hậu môn có dải viền đen rất dày, vây bụng đen toàn bộ. Vây lưng và vây hậu môn có lốm đốm các chấm màu cam.
Vệt đen trên thân sau của B. macrourus không xiên chéo như ở B. loxozonus, là những loài có kiểu hình tương tự nhau.
Số gai ở vây lưng: 12; Số tia vây ở vây lưng: 10; Số gai ở vây hậu môn: 3; Số tia vây ở vây hậu môn: 11–12; Số tia vây ở vây ngực: 17.

### Trích dẫn
- Martin F. Gomon (2006). "A revision of the labrid fish genus Bodianus with descriptions of eight new species" (PDF). Records of the Australian Museum, Supplement. Quyển 30. tr. 1–133. ISSN 0812-7387.